# 1867
Cette page concerne l'année 1867 (MDCCCLXVII en chiffres romains) du calendrier grégorien.
L'année 1867 est une année commune qui commence un mardi.

## Événements

### Afrique
- 2 janvier : tremblement de terre à Blida en Algérie. Plusieurs villages sont détruits[1].
- 17 février : un navire emprunte le canal de Suez pour la première fois[2].
- 5 mars : convention signé à Londres entre les Britanniques et les Néerlandais pour régler les limites de leurs possessions respectives sur la côte de Guinée (Gold Coast et Goudkust). La partie à l’est du fleuve Kakum qui court entre Cape Coast et Elmina passe à la couronne britannique, et la partie à l’ouest de ce même fleuve aux Pays-Bas[3]. Les populations locales s’opposent violemment aux échanges de territoires fait sans tenir compte des alliances contractées auparavant[4].
- 21 mars : les Britanniques déposent le roi de Cape Coast Jhon Aggrey, abolissent son titre, et le remplacent par un chef élu (amankarado) qui doit prêter serment d’allégeance à la couronne[3].
- 15 mai : Charles Lavigerie devient évêque d’Alger[5]. Il était précédemment à Nancy. Il souhaite évangéliser l’Algérie, projet qui rencontre l’opposition de l’empereur et, sur le terrain, de l’armée. Il va fonder deux ordres de missionnaires : les Pères blancs et les Sœurs missionnaires d’Afrique, qui ouvrent dispensaires et orphelinats à travers le pays. Il veut aussi ramener les Berbères au christianisme qu’ils avaient abandonné à partir du VIIe siècle pour l’islam.
- 28 mai : début du règne de Kofi Karikari, asantehene des Ashanti (intronisé le 26 août, déposé le 21 octobre 1874)[6].
- 18 juillet, Sénégal : les Sérères du Sine conduits par Coumba Ndoffène Diouf battent les musulmans à la bataille de Somb. Leur chef le marabout Maba, almamy du Saloum, est tué. Le damel Lat Dior se retire au Cayor[7].
- 18 août : traité d’amitié entre les Britanniques et l’Akwamu, en Gold Coast[3].

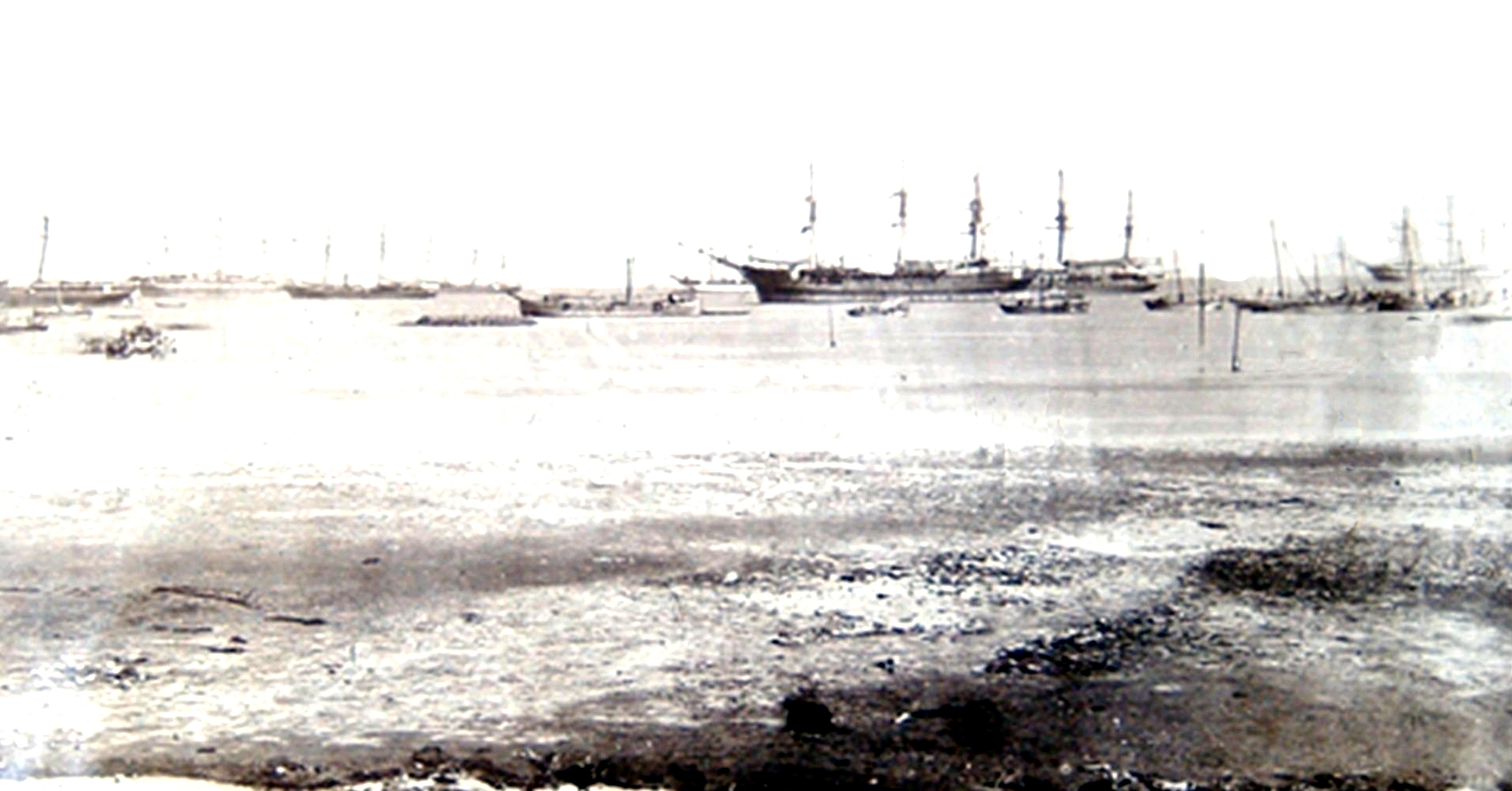
2 décembre : l’expédition britannique en Éthiopie débarque à Zula.

- 21 octobre : l’avant garde de l’expédition militaire britannique de Sir Robert Napier, partie de Bombay le 16 septembre, débarque à Zula, au sud de Massaoua en Érythrée, pour libérer les diplomates britanniques emprisonnés par le négus Théodoros II en 1866. Le gros des forces (32 000 hommes et une quarantaine d’éléphants venus des Indes) arrive en décembre et Robert Napier le rejoint le 2 janvier 1868[8].
- Grands-Lacs : 
  - mort de Mutambuka, omugabe (roi) d’Ankole. Ntare V Rugingiza lui succède vers 1870 après trois ans de guerre civile entre les princes Nkore[9]. À sa mort de pneumonie en juillet 1895, l’Ankole ruiné sera attaqué par le Ruanda et le Bouganda.
  - Au Bouganda, le roi Muteesa Ier se convertit au christianisme (1867-1875)[10]. Il établit une véritable autocratie en centralisant tous les pouvoirs. À la tête de l’État le plus puissant de la zone des Grands Lacs, le roi cherche à se procurer les fusils qui lui permettront de lancer des raids contre ses voisins. Il laisse venir à lui les marchands arabes et swahilis de la côte orientale. Il se distingue en négociant avec eux armes contre ivoire ou esclaves, tout en limitant leur influence sur le plan des conversions à l’islam.
- Soudan : le prince marchand Zubeir Pacha se proclame indépendant dans la région comprise entre l’Oubangui, le Nil Blanc et la rivière Kotto[11].

### Amérique
- 5 février, Mexique : l’armée française de Bazaine évacue Mexico[12]. L’expédition du Mexique se termine de façon pitoyable. Les troupes françaises sont expulsées sous la pression des États-Unis et l’empereur Maximilien est exécuté en juin.
- 16 février, Brésil : inauguration de la voie ferrée de Santos à Jundiai (São Paulo) pour le transport du café[13]. Aménagement du port de Santos.
- 1er mars : le Nebraska devient le trente-septième État de l’Union américaine[14].
- 12 mars : le maréchal Bazaine quitte le Mexique avec les dernières troupes françaises[12].
- 27 mars : le traité de Paz de Ayacucho fixe la frontière entre le Brésil et la Bolivie sur les rivières Beni et Mamoré. Le territoire d’Acre est assigné à la Bolivie. L’Amazone est ouverte aux navires de toutes les nations, après l’obtention d’un traité de frontières avec les pays voisins[15].

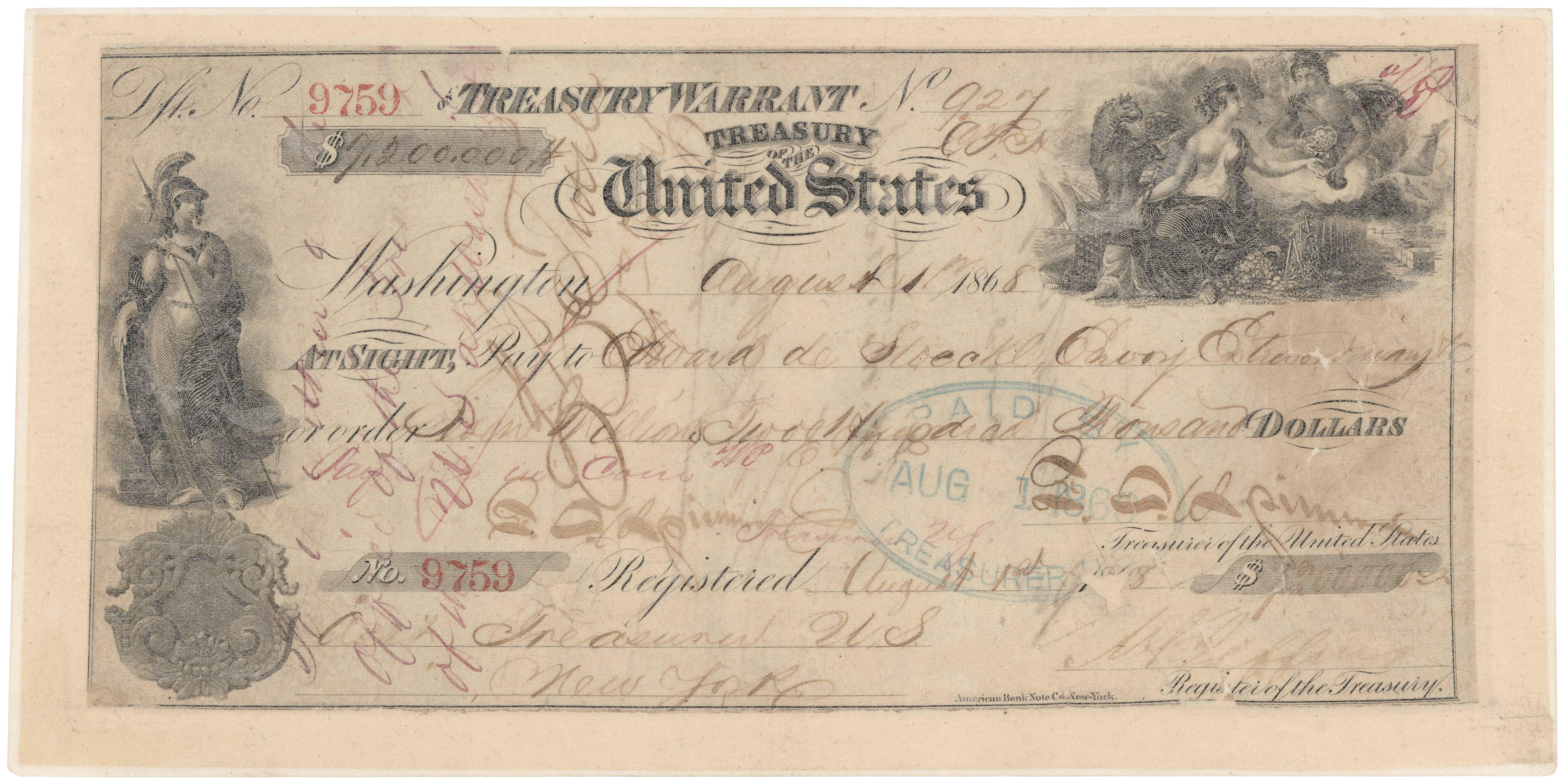
Chèque utilisé par le gouvernement des États-Unis pour l'achat de l'Alaska

- 30 mars : les États-Unis achètent l'Alaska à la Russie pour 7,2 millions de dollars[16].
- 2 avril, Mexique : Porfirio Díaz prend Puebla[17].
- 15 mai : prise de Querétaro[12]. La révolte républicaine conduit par Benito Juárez (1867-1872) renverse Maximilien Ier du Mexique.
- 14 juin : Sylvain Salnave est élu président en Haïti (exécuté le 15 janvier 1870)[18]. Il succède au général Fabre Geffrard qui avait rétabli la république en 1859. Sa présidence inaugure une longue période au cours de laquelle l’insurrection sévira à l’état endémique et qui se verra se succéder les dictatures militaires.

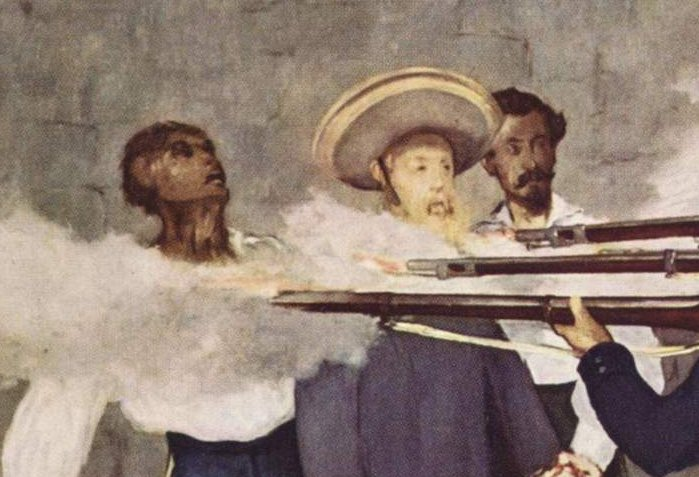
19 juin : exécution de l’empereur Maximilien, vue par Édouard Manet (détail)

- 19 juin : l'empereur Maximilien, placé par Napoléon III, empereur du Mexique, et ses généraux sont fusillés aux portes de Querétaro[12].
- 21 juin : les troupes républicaines du général Porfirio Díaz occupent Mexico[17].
- 1er juillet : entrée en vigueur de l'Acte de l'Amérique du Nord britannique[19] qui unit la Province du Canada, le Nouveau-Brunswick et la Nouvelle-Écosse, cette date événement est commémorée par la fête nationale car il marque l'indépendance du Canada.
- 15 juillet : le général Benito Juárez entre à Mexico[17].
- Juillet, guerre de la Triple Alliance : siège d’Humaitá (es) au Paraguay (fin en août 1868)[20].
- 28 août : les États-Unis mettent la main sur les îles Midway, dans l’océan Pacifique[21].

### Asie
- 10 janvier : Tokugawa Yoshinobu devient shogun du Japon (fin en 1868)[22].
- 13 janvier : arrivée à Yokohama d’une mission militaire française au Japon à la requête du shogunat[23].

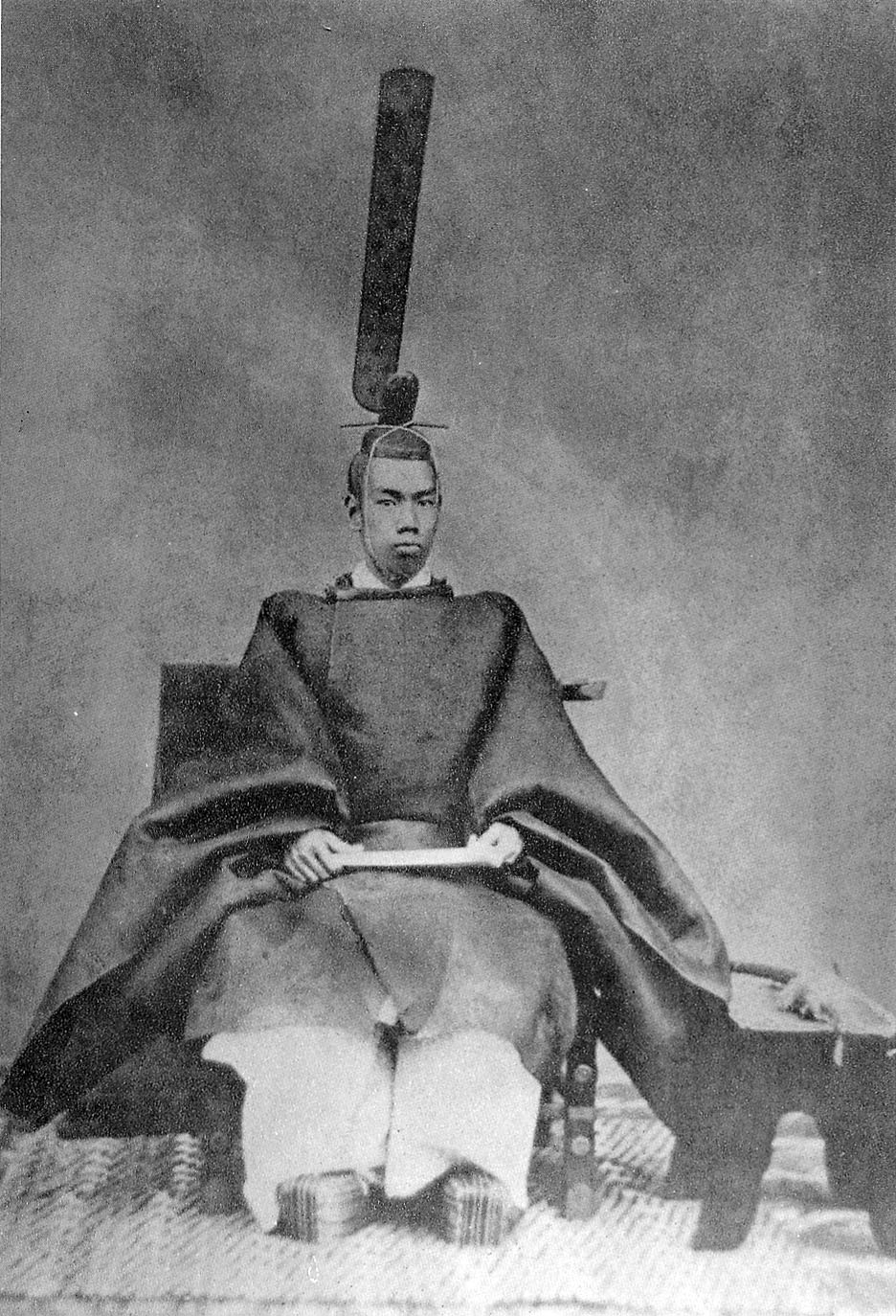
3 février : Meiji empereur du Japon (photographie de Uchida Kuichi, 1872)

- 3 février, Japon : cérémonie d’accession au trône du jeune empereur Meiji, âgé de quinze ans[24]. Des rumeurs se répandent, annonçant la promesse de jours meilleurs : des centaines de milliers de personnes issues des milieux populaires dansent et chantent depuis Edo jusque dans le Kansai. Des mouvements festifs de nature millénariste se diffusent entre Edo et Osaka. Par ailleurs, l’ambassadeur français Léon Roches est promu conseiller officieux du nouveau shogun Yoshinobu pour les affaires extérieures. De leur côté les Britanniques appuient ouvertement les partis de Choshu et de Satsuma qui multiplient les tentatives de coups de main sur Kyoto. Yoshinobu rassemble ses troupes pour éviter l’éclatement du pays. Pour la première fois le shogun prend ouvertement les armes contre l’empereur, qui réplique en supprimant la charge de shogun le 9 novembre.
- 1er avril : Singapour, Penang et Malacca, les Straits Settlements (établissements des détroits) passent sous le contrôle direct de la couronne britannique malgré sa politique officielle de non-intervention[25].
- 6 avril : arrivée à Toulon d’une délégation japonaise envoyée par le shogun à l’occasion de l’Exposition universelle de Paris[26]. Les organisateurs français ne comprennent pas le sens et la valeur des œuvres importés de l’archipel, et les disposent d’une manière totalement incongrue pour les Japonais. L’incident frise la catastrophe diplomatique.
- 30 mai, Inde : création de la Maison des études à Deoband (en) (dans l’Uttar Pradesh) par Muhammad Qasim Nanotvi (en) et Maulana Rashid Ahmad Gangohi (en)[27]. Deoband devient un haut lieu d’études islamiques moderniste.
- 25 juin : la France annexe les trois provinces (Cochinchine) concédées par l’Annam en 1862[28]. Les officiers Ernest Doudart de Lagrée et Francis Garnier poursuivent l’exploration du Mékong et s’aperçoivent vite de son utilité pour le commerce.
- 15 juillet : traité franco-siamois de Bangkok. Le Siam renonce à ses droits sur le Cambodge et reconnaît le protectorat français, mais obtient les provinces de Battambang, Siem Reap et Sisophon. Ratifié le 24 novembre[29].
- 23 juillet (11 juillet du calendrier julien) : création du gouvernement général du Turkestan russe, avec Tachkent pour capitale[30].
- 5 août : le meurtre de deux marins britanniques à Nagasaki provoque l’Affaire Icarus et des tensions diplomatiques entre le Royaume-Uni et le shogunat Tokugawa[31].
- 9 novembre : abdication de Tokugawa Yoshinobu, dernier shogun du Japon[22]. Yoshinobu remet sa démission, mais conserve les terres des Tokugawa dans le Kantô, et fait office de premier ministre. Fin du Shogunat Tokugawa. Début de l’ère Meiji, du fait de l’empereur Mutsuhito.
- Yaqub Beg se déclare indépendant en Kachgarie (Xinjiang)[32].
- Chine : première immigration chinoise en Mandchourie[33].

### Europe
- 7 février : Beust devient chancelier d’Autriche[34].
- 17 février : François-Joseph nomme un gouvernement hongrois responsable présidé par Gyula Andrássy ; ce rescrit impérial marque la reconnaissance par Vienne du Compromis austro-hongrois. Le Royaume de Hongrie gagne son autonomie. État dualiste, l’empire d’Autriche et la Hongrie sont unies par la personne de leur souverain et par des ministères communs (Guerre, affaires étrangères, Finances)[35].
- 5 mars : échec du soulèvement des Fenians en Irlande[36]. Bien que Stephens puisse compter sur 40 000 sympathisants armés, le soutien des Irlando-Américains fait défaut et la révolte s’essouffle rapidement.
- 15 mars : le Compromis austro-hongrois est adopté (Ausgleich), puis est formalisé par la loi XII du 19 mai[37]. L’État hongrois est rétabli dans la plénitude de ses forces. Le régime parlementaire bicaméralisme d’avril 1848 est restauré. La loi stipule « la possession commune et inséparable » par la maison des Habsbourg de tous les territoires placé sous son sceptre et « l’autonomie législatives et l’indépendance gouvernementale de la Hongrie », l’assurance de ses « droits publics constitutionnels ».
  - La Croatie retourne dans la dépendance de la couronne de Hongrie. Les Croates se rapprochent des Serbes. L’évêque de Diakovo, Josip Strosmajer devient le chef de l’opposition à l’oligarchie hongroise[38].
- 1er avril : l’exposition universelle ouvre ses portes à Paris (fin le 3 novembre)[39].
- 16 avril : adoption par le Reichstag constituant de la Constitution de la Confédération de l’Allemagne du Nord, promulguée le 14 juin[40]. Organisation de la Confédération de l’Allemagne du Nord par Bismarck, qui rédige le projet de constitution soumis aux princes et à un Reichstag constituant élu au suffrage universel. Les vingt-trois États reconnaissent au roi de Prusse une présidence héréditaire. Souverains en matière financières, judiciaires, religieuse et scolaire, ils dépendent de la Confédération pour la politique extérieure, les douanes, la monnaie, l’armée et les postes. Deux chambres, un Reichstag élu au suffrage universel masculin et un Bundesrat formé des délégués des États, se partagent le pouvoir législatif. Le roi de Prusse nomme un chancelier responsable devant lui. Les questions douanières sont la compétence d’un Zollparlament composé de députés du Reichstag auquel se joint une représentation élue au suffrage universel des États du Sud. La Constitution entre en vigueur le 1er juillet.
- 23 avril-18 juin : congrès slave sans représentation polonaise à Moscou[41].
- 11 mai : à la Conférence de Londres, Napoléon III se voit refuser le Grand-duché de Luxembourg (en compensation pour sa neutralité pendant la guerre austro-prussienne). Le Luxembourg devient un pays neutre sous la garantie des puissances[42].

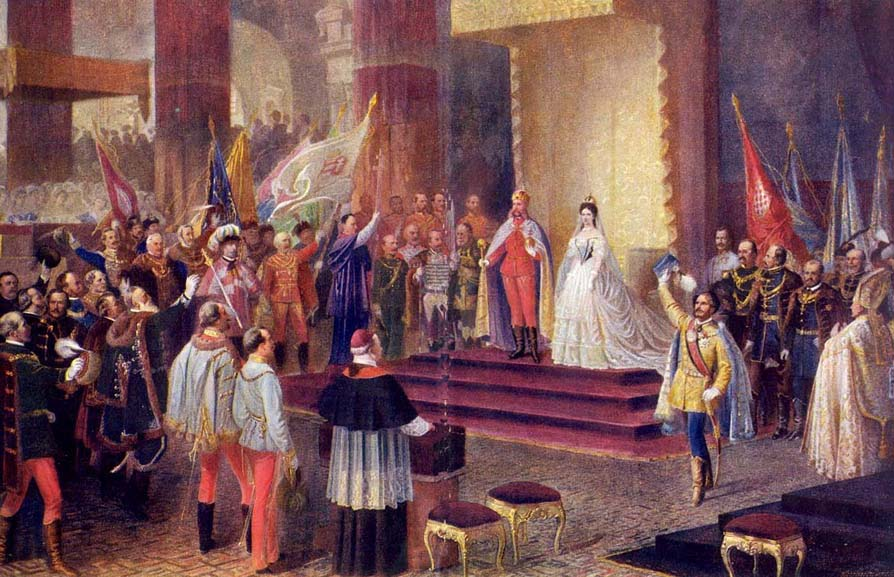
8 juin : couronnement du roi François-Joseph et de la reine Élisabeth

- 20 mai : le penseur britannique John Stuart Mill réclame le droit de vote pour les femmes. Son amendement à la loi électorale est rejeté par 196 voix contre 73 aux Communes[43].
- 8 juin : À Budapest, couronnement de François-Joseph et d'Elizabeth, comme Roi et Reine de Hongrie (fin en 1918)[35].
- 1er juillet : 
  - entrée en vigueur de la nouvelle Constitution de la Confédération de l’Allemagne du Nord[44]. Bismarck devient chancelier confédéral de la Confédération de l'Allemagne du Nord.
  - Code civil au Portugal[45]. Abolition de la peine de mort pour des crimes civils. Abolition du droit d’aînesse, qui accentue la micropropriété dans le nord.
- 15 août, Royaume-Uni : Reform Act[46]. Loi de Disraeli élargissant l’électorat, qui passe de un million à plus de deux millions (16 % de la population adulte).
  - Émergence du bipartisme : rivalité entre le parti conservateur (Disraeli) et le parti libéral (Gladstone). Disraeli institue les Associations conservatrices locales afin de s’assurer une assise nationale[47].
- 18 août[48] : visite de condoléances de Napoléon III et Eugénie à Salzbourg à la suite de la mort de Maximilien de Habsbourg, empereur du Mexique, exécuté le 19 juin ; l’entrevue de Salzbourg envisage un rapprochement entre l’Autriche-Hongrie et la France. Tentative de formation d’une confédération des États de l’Allemagne du Sud pour entraver l’unité politique de l’Allemagne[49].
- 26 août : traité secret gréco-serbe de Voeslau. À la recherche d’une alliance contre l’Empire ottoman, la Grèce et la Serbie s’accordent à reconnaître que l’Orient chrétien doit disposer de sa pleine autonomie, posant ainsi les bases d’une confédération des peuples balkaniques[50].
- 31 août : élections du Reichstag de la Confédération de l'Allemagne du Nord[51].
- 14 septembre : publication à Hambourg du Livre premier du Capital, de Karl Marx[52].
- 29 septembre : 16 millions de thalers sont restitués à George V de Hanovre (Fonds Welfs) ; ils sont de nouveau confisqué le 2 mars 1868 par une commission prussienne, afin d'arrêter les manigances Welfes[53].
- 3 novembre : bataille de Mentana. Les troupes françaises débarquées à Civitavecchia dispersent les Chemises rouges de Giuseppe Garibaldi[54].
- 21 décembre : les « lois de décembre » dotent l’Autriche d’un régime libéral[55]. Mais cette constitution, favorable aux Allemands, provoque le mécontentement des Slaves. Le comte Goluchowsky obtient l’autonomie complète pour la Galicie.
- 30 décembre : cabinet libéral Karl Auersperg en Autriche (fin en 1870)[56].

## Naissances en 1867
- 5 janvier : René Avigdor, peintre français († 7 décembre 1920).
- 6 janvier : Georges Martin Witkowski, compositeur et chef d'orchestre français († 12 août 1943).
- 12 janvier : Eugène Dédé, compositeur et chef d'orchestre français († 26 août 1919).
- 13 janvier : Dmitri Chtcherbinovski, peintre impressionniste russe puis soviétique († 27 novembre 1926).
- 15 janvier : Dudley Hardy, peintre et illustrateur britannique († 11 août 1922).
- 21 janvier :
  - Arsène Millocheau, coureur cycliste français († 4 mai 1948).
  - Maxime Weygand, général français († 28 janvier 1965).
- 25 janvier : Marius Bauer, peintre, lithographe et graveur néerlandais († 18 juillet 1932).
- 26 janvier : Thérèse Pomey, peintre française († 9 janvier 1944).
- 27 janvier : Claude Terrasse, compositeur français d'opéras et d'opérettes († 30 juin 1923).
- 29 janvier : Elisabeth Büchsel, peintre allemande († 3 juillet 1957).
- 1er février : Eugène Loup, peintre français († 10 septembre 1948).
- 7 février : Laura Ingalls Wilder, écrivaine américaine, auteur de La Petite Maison dans la prairie († 10 février 1957).
- 14 février : Þórarinn Þorláksson, peintre islandais († 10 juillet 1924).
- 15 février : Angèle Delasalle, peintre et aquafortiste française († 26 août 1939).
- 17 février : Maximilian von Hoen, historien militaire autrichien († 2 septembre 1940).
- 18 février : Anton Hirschig, peintre néerlandais († 6 novembre 1939).
- 19 février : André Sinet, peintre, dessinateur, illustrateur, lithographe, affichiste, portraitiste et pastelliste français († 27 décembre 1938).
- 25 février : William Lakin Turner, peintre anglais († 21 octobre 1936).
- 28 février :
  - William Degouve de Nuncques, peintre belge († 1er mars 1935).
  - Thomas Theodor Heine, peintre, dessinateur et écrivain allemand († 26 janvier 1948).
- 1er mars : Porter Dale, homme politique américain († 6 octobre 1933).
- 3 mars : Sylvain Eugène Raynal, colonel d'infanterie français († 13 janvier 1939).
- 7 mars : Édouard Paul Mérite, peintre et sculpteur français († 5 février 1941).
- 8 mars : Gregorio de Laferrère, homme politique et auteur dramatique argentin († 30 novembre 1913).
- 9 mars : Maurice Orange, peintre et dessinateur français († 28 février 1916).
- 10 mars : Hector Guimard, architecte français († 20 mai 1942).
- 12 mars : Auguste Frédéric Pierre Sézille des Essarts, peintre français († 10 mars 1950).
- 18 mars : Louise Artus-Perrelet, peintre, sculptrice et enseignante de dessin suisse († 25 avril 1946).
- 20 mars : Henri Bellery-Desfontaines, peintre français, illustrateur, graveur, lithographe, affichiste, créateur de caractères, architecte et décorateur de la période de l'Art nouveau († 7 octobre 1909).
- 22 mars : Gaston van de Werve et de Schilde, homme politique belge († 18 août 1923).
- 24 mars : Enrique Granados, compositeur et pianiste espagnol († 24 mars 1916).
- 25 mars : Arturo Toscanini, chef d'orchestre italien († 16 janvier 1957).
- 27 mars : Franz Deutmann, peintre et photographe néerlandais († 18 juillet 1915).
- 30 mars : Abel Faivre, peintre, illustrateur et caricaturiste français († 13 août 1945).
- 6 avril : Jules Ronsin, peintre français († 24 décembre 1937).
- 9 avril: Chris Watson, homme d'État britannique puis australien († 18 novembre 1941).
- 10 avril :
  - Georges Dantu, peintre français († 23 avril 1948).
  - Ciro Galvani, acteur italien († 29 janvier 1956).
- 13 avril : Henry Perrault, peintre français († 6 juillet 1932).
- 17 avril : Auguste Oleffe, peintre belge († 14 novembre 1931).
- 18 avril : Lluís Millet, compositeur et chef de chœur espagnol († 7 décembre 1941).
- 27 avril : Frédéric Rouge, peintre suisse († 13 février 1950).
- 28 avril : Adrien Voisard-Margerie, peintre français († 20 juillet 1954).
- 29 avril : Adolf Fényes, peintre hongrois († 15 mars 1945).
- 30 avril : Juana Romani, peintre italienne († 13 juin 1923).
- 1er mai : Germán Gedovius, peintre mexicain († 16 mars 1937).
- 4 mai :
  - Ricardo Acevedo Bernal, peintre colombien († 7 avril 1930).
  - Dynam-Victor Fumet, compositeur et organiste français († 2 janvier 1949).
- 5 mai : David Widhopff, peintre français d'origine ukrainienne († 20 juillet 1933).
- 6 mai : Béla Iványi-Grünwald, peintre hongrois († 24 septembre 1940).
- 7 mai : Władysław Reymont, prix Nobel de littérature polonais en 1924 († 5 décembre 1925).
- 8 mai : Marius Mangier, peintre français († 30 août 1952).
- 12 mai : Lionel Belmore, acteur et réalisateur anglais († 30 janvier 1953).
- 13 mai : Giovanni Colmo, peintre italien († 24 avril 1947).
- 14 mai : 
  - Pepete (José Rodríguez Davié), matador espagnol († 13 septembre 1899).
  - Adam Stefan Sapieha, cardinal polonais, archevêque de Cracovie († 21 juillet 1951).
- 15 mai : Hjalmar Johansen, explorateur polaire norvégien († 9 janvier 1913).
- 17 mai : Georgette Agutte, peintre et sculptrice française († 6 septembre 1922).
- 21 mai : Désiré Pâque, compositeur, pianiste, organiste, chef d'orchestre, pédagogue et théoricien belge († 20 novembre 1939).
- 24 mai : Teresa Fardella de Blasi, fondatrice d'œuvres, vénérable catholique († 26 août 1957).
- 25 mai : André Thyes, peintre et professeur luxembourgeois († 3 avril 1952).
- 26 mai : André Devambez, peintre et illustrateur français († 27 septembre 1944).
- 31 mai :
  - Marie Antoinette Marcotte, peintre française † 30 avril 1929).
  - William Ritter, critique, journaliste et écrivain suisse († 19 mars 1955).
- 1er juin : Gabriel Sue, peintre français († 1958).
- 5 juin : Paul-Jean Toulet, écrivain et poète français († 6 septembre 1920).
- 8 juin :
  - Jean-Baptiste Lemire, compositeur français († 2 mars 1945).
  - Frank Lloyd Wright, architecte américain († 9 avril 1959).
- 12 juin : William Bechtel, acteur américain († 27 octobre 1930).
- 15 juin : René Seyssaud, peintre français († 24 septembre 1952).
- 24 juin :
  - Charles Duvent, peintre français († 1940).
  - Juan Gómez de Lesca, matador espagnol († 15 octobre 1896).
- 27 juin : Ewald Straesser, compositeur et chef d'orchestre allemand († 4 avril 1933).
- 2 juillet : Herbert Prior, acteur britannique († 3 octobre 1954).
- 4 juillet : Walter Griffiths, homme politique britannique († 4 septembre 1900).
- 8 juillet : Käthe Kollwitz, sculptrice, graveuse et dessinatrice allemande († 22 avril 1945).
- 9 juillet : Terka Csillag, actrice de théâtre hongroise († juillet 1942).
- 10 juillet : Jules Mouquet, compositeur français († 25 octobre 1946).
- 14 juillet : Ferdinand Küchler, violoniste allemand († 24 octobre 1937).
- 15 juillet : Sophie Blum-Lazarus, peintre paysagiste et pastelliste française d'origine allemande († 31 juillet 1944).
- 19 juillet : Charles-Louis-Eugène Signoret, peintre français († 15 septembre 1932).
- 20 juillet : Josef Kaspar Sattler, peintre, dessinateur et graveur allemand († 12 mai 1931).
- 21 juillet :
  - Lucien Hector Monod, peintre français († 1er juillet 1957).
  - Little Tich, comédien comique de music-hall britannique († 10 février 1928).
- 24 juillet : Léon Giran-Max, peintre français († 18 avril 1927).
- 27 juillet : Enrique Granados, compositeur espagnol († 24 mars 1916).
- 29 juillet :
  - Berthold Oppenheim, rabbin de Olomouc († 1942).
  - Ellen Roosval von Hallwyl, comtesse, peintre et sculptrice suédoise († 9 avril 1952).
- 5 août : Joseph Vassal, médecin militaire français († 10 novembre 1957).
- 7 août : Emil Nolde, peintre et aquarelliste allemand († 13 avril 1956).
- 9 août : Charles Colquhoun Ballantyne, homme politique canadien († 19 octobre 1950).
- 11 août :
  - Hobart Bosworth, acteur, réalisateur, scénariste et producteur américain († 30 décembre 1943).
  - Frank Keeping, coureur cycliste britannique († 21 février 1950).
- 12 août : Joseph-Paul Alizard, peintre, graveur et dessinateur français († 23 novembre 1948).
- 16 août : Paul-Émile Colin, graveur et peintre français († 28 août 1949).
- 19 août : William Burress, acteur américain († 30 octobre 1948).
- 31 août : Eugène Béjot, peintre et graveur français († 28 février 1931).
- 5 septembre : Amy Beach, compositrice et pianiste américaine († 27 décembre 1944).
- 6 septembre : Alexandre François Bonnardel, peintre français († 21 décembre 1942).
- 8 septembre : Alexandre Parvus, révolutionnaire et homme politique russe puis social-démocrate allemand († 12 décembre 1924).
- 9 septembre : Sir Robert Mond, chimiste, industriel et archéologue britannique († 22 octobre 1938).
- 17 septembre : Shiki Masaoka, poète japonais († 19 septembre 1902).
- 21 septembre : Hubert-Denis Etcheverry, peintre français († 3 avril 1952).
- 27 septembre : Alexandre Cuvelier, peintre français († 19 août 1913).
- 30 septembre : Émile Rotiers, homme politique belge († 18 mai 1945).
- 1er octobre : Firmin Maglin, peintre et lithographe français († 1er juin 1946).
- 3 octobre : Pierre Bonnard, peintre français († 23 janvier 1947).
- 6 octobre : Vaclav Radimsky, peintre impressionniste austro-hongrois puis tchécoslovaque († 29 janvier 1946 ou 31 janvier 1946).
- 9 octobre : Victor Gilsoul, peintre belge († 5 décembre 1939).
- 12 octobre : Joseph Lamberton, peintre et sculpteur français († 26 décembre 1943).
- 13 octobre : Miquel Valdés, footballeur et entrepreneur espagnol († 5 mai 1951).
- 15 octobre :
  - Silas Broux, peintre français († 1er mars 1957).
  - Fujishima Takeji, peintre japonais († 19 mars 1943).
- 18 octobre : Alois Rašín, homme politique austro-hongrois puis tchécoslovaque († 18 février 1923).
- 21 octobre : Václav Hradecký, peintre, dessinateur et caricaturiste austro-hongrois puis tchécoslovaque († 14 juillet 1940).
- 5 novembre : Viscardo Carton, peintre italien († ?).
- 7 novembre : Marie Curie, physicienne et chimiste († 4 juillet 1934).
- 8 novembre :
  - Gottfried de Hohenlohe-Schillingsfürst, général et diplomate austro-hongrois puis autrichien († 7 novembre 1932).
  - Léon Houa, coureur cycliste belge († 31 janvier 1918).
- 15 novembre : Lodovico Cavaleri, peintre italien († 2 janvier 1942).
- 19 novembre : Ángel Gallardo, ingénieur civil et homme politique argentin († 13 mai 1934).
- 20 novembre : Henri Guinier, peintre français († 10 octobre 1927).
- 21 novembre : Frederic C. Howe, homme politique américain († 3 août 1940).
- 25 novembre : Paul Pascal, peintre français († 20 octobre 1945).
- 27 novembre : Charles Koechlin, compositeur français († 31 décembre 1950).
- 29 novembre : Gustave Brisgand, peintre  et pastelliste français († 4 juillet 1944).
- 30 novembre :
  - Henri-Gabriel Ibels, peintre, dessinateur, graveur et affichiste français († février 1936).
  - János Vaszary, peintre hongrois († 10 avril 1939).
- 1er décembre : Henri Dabadie, peintre orientaliste et paysagiste français († 19 octobre 1949).
- 2 décembre :
  - Alec B. Francis, acteur du cinéma muet britannique († 6 juillet 1934).
  - Perico Ribera, peintre pastelliste espagnol naturalisé français († 1949).
- 3 décembre : Paule Gobillard, peintre post-impressionniste française († 27 février 1946).
- 4 décembre : Elvira Madigan, artiste de cirque danoise († 20 juillet 1889).
- 5 décembre : Józef Piłsudski, homme politique polonais († 12 mai 1935).
- 6 décembre : Gaston Larée, peintre et décorateur français († 26 janvier 1940).
- 7 décembre : Achille Bron, peintre français († 25 mars 1949).
- 8 décembre : 
  - El Jerezano (Manuel Lara Reyes), matador espagnol († 7 octobre 1912).
  - Jules Tiberghien, prélat catholique français († 3 janvier 1923).
- 10 décembre : Ker-Xavier Roussel, peintre français († 5 juin 1944).
- 13 décembre : Kristian Birkeland, physicien norvégien († 15 juin 1917).
- 15 décembre : Giuseppe Lauricella, mathématicien sicilien († 9 janvier 1913).
- 17 décembre : Jeanne Philippar-Quinet, peintre française († 29 novembre 1959).
- 26 décembre : Ella Young, écrivaine irlandaise († 23 juillet 1956).
- 27 décembre :
  - Henri Christiné, auteur-compositeur et éditeur français d'origine suisse († 23 novembre 1941).
  - Léon Delacroix, homme d'État belge († 15 octobre 1929).
- Date précise inconnue :
  - Larbi Bensari, musicien algérien († 1964).
  - Antonin Bourbon, peintre français († 1948).
  - Jean-Gaston Cugnenc, peintre et illustrateur français († 1928).
  - Marcin Gottlieb, peintre juif polonais († 1936).
  - Ali Kemal, homme politique, éditorialiste et poète ottoman († 6 novembre 1922).
  - Maruyama Banka, peintre de paysages et aquarelliste japonais († 1942).
  - Tommaso Francesco Testa, peintre italien († 1934).
  - Yang Zengxin, général et homme politique chinois († 7 juillet 1928).
  - Otton Mieczysław Żukowski, compositeur polonais († 1931).
- 1866 ou 1867 :
  - Vicenç Reig, footballeur et dirigeant de football espagnol († 5 juin 1963).

## Décès en 1867
- 4 janvier : Jacques-Philippe Renout, peintre français (° 11 septembre 1804),
- 11 janvier : Marguerite Weimer, alias Mlle George, comédienne et ancienne maîtresse de Napoléon Ier (° 24 février 1787).
- 14 janvier :
  - Jean Auguste Dominique Ingres, peintre français (° 29 août 1780).
  - Victor Cousin, philosophe français, ministre de l'Éducation en 1840, à Cannes (° 28 novembre 1792).
- 18 janvier : Ângelo Moniz da Silva Ferraz, homme politique et noble brésilien (° 3 novembre 1812).
- 2 février : Washington Hunt, homme politique américain (° 5 août 1811).
- 3 février : Maximilian zu Wied-Neuwied prince, naturaliste, ethnologue et explorateur allemand (° 23 septembre 1782).
- 28 février :
  - Jacques Raymond Brascassat, peintre français (° 30 août 1805).
  - Charles-Marie de Sarcus, peintre, caricaturiste et archéologue français (° 26 mai 1821).
- 6 mars : Peter von Cornelius, peintre et fresquiste romantique allemand (° 23 septembre 1783).
- 8 mars : Eugène Appert, peintre français (° 28 décembre 1814).
- 9 mars : Sophie de Saxe, duchesse en Bavière, belle-sœur de l'empereur d'Autriche (°1845).
- 13 avril : Frère Scubilion né Jean-Bernard Rousseau, frère des Écoles chrétiennes (° 21 mars 1797).
- 21 avril : Antoine Béranger, peintre et graveur français (° 16 mai 1785).
- 27 avril : Adolphe-Hippolyte Couveley, peintre français (° 16 novembre 1802).
- 6 mai : Johann Kaspar Aiblinger, chef d'orchestre et compositeur allemand (° 23 février 1779).
- 4 juin : Théodore Teichmann, homme politique belge (° 3 août 1788).
- 6 juin : Mathilde d'Autriche, cousine de l'empereur d'Autriche (° 25 janvier 1849).
- 19 juin : Maximilien Ier, empereur du Mexique, frère de l'empereur d'Autriche (° 6 juillet 1832).
- 26 juin: Maximilien, prince héréditaire de Thurn und Taxis, beau-frère de l'empereur d'Autriche (° 28 septembre 1831).
- 8 juillet : Benoît Fourneyron, inventeur de la turbine hydraulique (° 1er novembre 1802).
- 27 juillet : Antonio José Martínez, prêtre, éducateur, éditeur, rancher, fermier et politicien mexicain (° 17 janvier 1793).
- 5 août : Joseph Mattau, chanteur, musicien et danseur belge (° 13 avril 1788).
- 6 août : Faustin Soulouque, homme militaire et dirigeant haïtien (° 15 août 1782).
- 8 août :
  - Marie-Thérèse d'Autriche, reine douairière des Deux-Siciles, tante de l'empereur d'Autriche (° 31 juillet 1816).
  - Joan Nin i Serra, prêtre, musicologue, compositeur et maître de chapelle espagnol (° 9 juin 1804).
- 24 août : Étienne de Sauvage, homme politique belge (° 24 décembre 1789).
- 25 août : Michael Faraday, physicien et chimiste britannique (° 22 septembre 1791).
- 28 août : Carl Joseph Anton Mittermaier, juriste, professeur, éditeur et homme politique allemand (° 5 août 1787).
- 29 août : Alexander von Lavergne-Peguilhen, administrateur et parlementaire prussien (° 24 juin 1803).
- 31 août : Charles Baudelaire, poète et écrivain français (° 9 avril 1821).
- 5 septembre : Santiago Derqui, homme politique espagnol puis argentin (° 21 juin 1809).
- 10 septembre : Simon Sechter, théoricien de la musique, professeur, organiste, chef d'orchestre et compositeur autrichien (° 11 octobre 1788).
- 23 septembre : Pedro Nolasco Vergara Albano, avocat, gouverneur et agriculteur chilien (° 1800).
- 27 septembre : Maria Valberhova, comédienne et professeur de théâtre russe (° 7 janvier 1789).
- 25 octobre : Antoine Péricaud, historien, archéologue, bibliothécaire et bibliophile (° 4 décembre 1782).
- 19 novembre : Amédée Gabourd, historien français (° 8 août 1809).
- 25 novembre : Karl Ferdinand Sohn, peintre allemand (° 10 décembre 1805).
- 4 décembre :
  - Sophie Rude, peintre française (° 16 juin 1797).
  - Engelbert Sterckx, cardinal belge, archevêque de Malines (° 2 novembre 1792).
- 21 décembre : Karl Friedrich Schimper, botaniste et géologue allemand (° 15 février 1803).
- 22 décembre : Théodore Rousseau, peintre français, chef de file des peintres de l’école de Barbizon (° 15 avril 1812).
- 29 décembre : Ludger Labelle, avocat, journaliste et homme politique canadien (° 7 avril 1839).
- Date inconnue :
  - Mestfa Ben Brahim, musicien et poète algérien (° 1800).
  - Teodoro Duclère, peintre de paysages et dessinateur italien (° 1816).
  - Giuseppe Molteni, peintre italien (° 1800).
- 1865 ou 1867 :
- Ferdinando Cavalleri, peintre et portraitiste italien (° 1794).